# Hjalmar Procopé

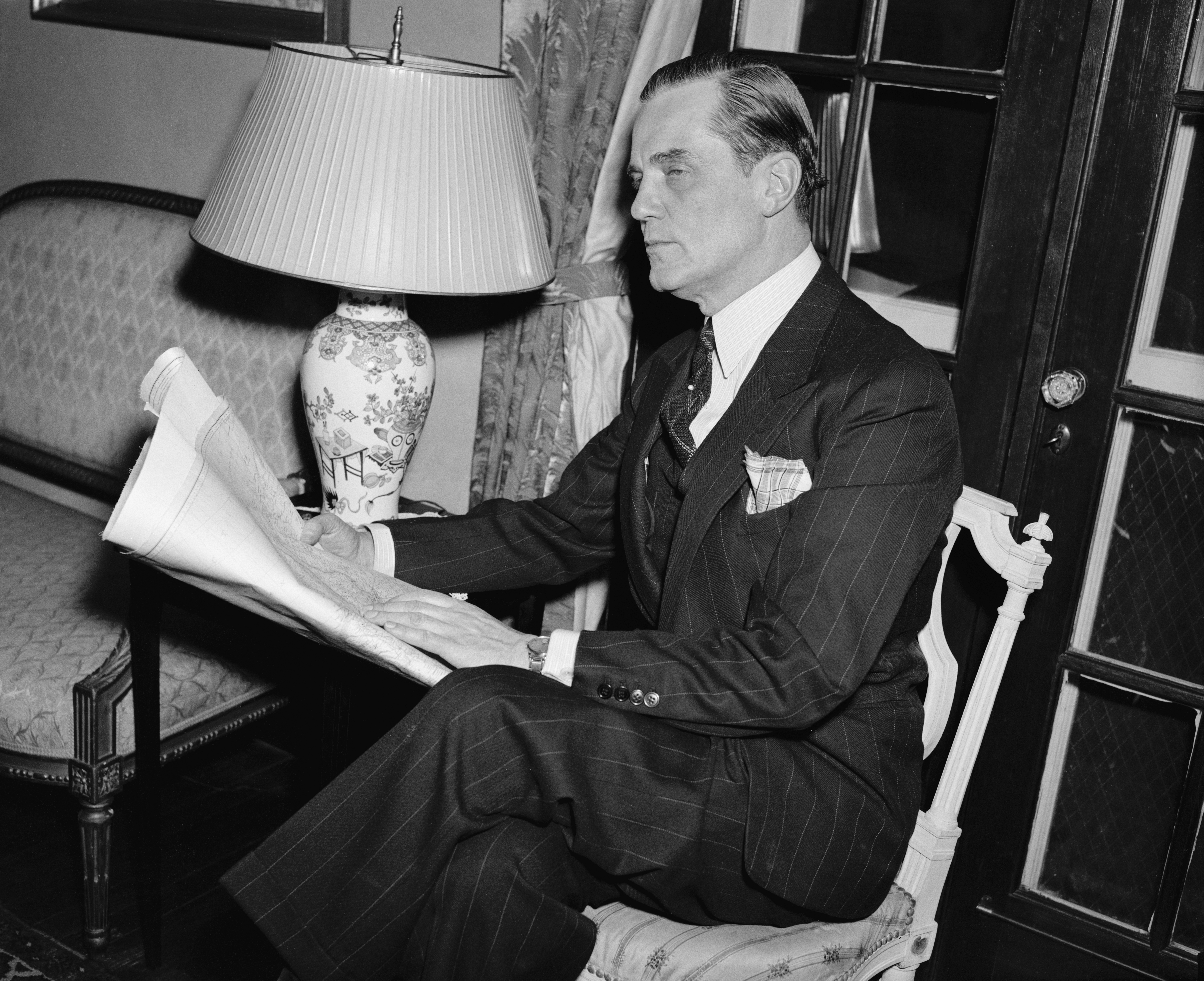
Hjalmar Procopé (1940)

Hjalmar Johan Fredrik Procopé (* 9. August 1889 in Stockholm; † 8. März 1954 in Helsinki) war ein finnischer Politiker der Schwedischen Volkspartei und Diplomat. Er diente in den 1920ern und 30ern mehrmals als Minister. 

## Leben
In den Jahren von 1915 bis 1922 arbeitete Procopé als Anwalt in Helsinki. Ab dem Frühling des Jahres 1918 bis zum Ende selbigen Jahres war er in der finnischen Botschaft in Berlin beschäftigt. Als Mitglied der Schwedischen Volkspartei wurde er für die Jahre 1919 bis 1922 sowie 1924 bis 1926 in das Abgeordnetenhaus gewählt.
Von 1920 bis 1921 stand er dem Ministerium für Handel und Industrie unter Ministerpräsident Rafael Erich vor. 1924 wirkte er in der gleichen Funktion unter Aimo Kaarlo Cajander. Von 1924 bis 1925 war er Außenminister unter Lauri Ingman; ein Amt, das er durchgehend von 1927 bis 1931 behalten sollte. Zwischendurch war er von 1924 bis 1926 Botschafter Finnlands in Warschau.
Sein Sohn Victor Procopé war später ebenfalls Mitglied des Abgeordnetenhauses. Ein Dichter namens Hjalmar Fredrik Eugen Procopé (1868–1927) war Vetter des gleichnamigen Politikers.